# Świączynek
Świączynek – wieś w Polsce położona w województwie wielkopolskim, w powiecie śremskim, w gminie Książ Wielkopolski. Miejscowość wchodzi w skład sołectwa Świączyń.
W latach 1975–1998 miejscowość administracyjnie należała do województwa poznańskiego.